# Petak (Gianyar)
Petak is een bestuurslaag in het regentschap Gianyar van de provincie Bali, Indonesië. Petak telt 3412 inwoners (volkstelling 2010).